# Đa Phúc (xã)
Đa Phúc là một xã thuộc huyện Yên Thủy, tỉnh Hòa Bình, Việt Nam.
Xã Đa Phúc có diện tích 27.33 km², dân số năm 1999 là 4882 người, mật độ dân số đạt 179 người/km². Xã gồm 15 xóm, từ ngày 1/6/2019 sáp nhập lại còn 8 xóm gồm: khạ, bèo, nhuội, sào, ráng, nhang, hơm, heo. Năm 2019 có 1351 hộ, với 5788 khẩu, chủ yếu là dân tộc mường., Năm 2019 bình quân thu nhập là 19 triệu đồng/người/năm, xã đạt 8/19 tiêu chí nông thôn mới.
Ngày 29/5/2020 đại hội đảng bộ xã lần thứ 28, nhiệm kỳ 2020-2025 thành công tốt đẹp. Đại hội đã bầu ra 14 đồng chí uv bch đảng bộ và bầu ra 14 đồng chí đại diện cho 258 đảng viên đi dự Đại hội Đảng bộ huyện khóa 21 nk 2020-2025